# Страттон (Небраска)
Страттон (англ. Stratton) — селище (англ. village) в США, в окрузі Гічкок штату Небраска. Населення — 310 осіб (2020).

## Географія
Страттон розташований за координатами 40°9′1″ пн. ш. 101°13′41″ зх. д. / 40.15028° пн. ш. 101.22806° зх. д. (40.150180, -101.227937).  За даними Бюро перепису населення США в 2010 році селище мало площу 1,12 км², уся площа — суходіл.

## Демографія
Згідно з переписом 2010 року, у селищі мешкали 343 особи в 168 домогосподарствах у складі 99 родин. Густота населення становила 307 осіб/км².  Було 217 помешкань (194/км²).
Расовий склад населення:
| - 95,0 % — білих - 0,9 % — корінних американців - 0,3 % — азіатів |

До двох чи більше рас належало 3,5 %. Частка іспаномовних становила 0,9 % від усіх жителів.
За віковим діапазоном населення розподілялося таким чином: 19,8 % — особи молодші 18 років, 48,4 % — особи у віці 18—64 років, 31,8 % — особи у віці 65 років та старші. Медіана віку мешканця становила 52,5 року. На 100 осіб жіночої статі у селищі припадало 96,0 чоловіків;  на 100 жінок у віці від 18 років та старших — 89,7 чоловіків також старших 18 років.
Середній дохід на одне домашнє господарство  становив 44 704 долари США (медіана — 33 929), а середній дохід на одну сім'ю — 52 055 доларів (медіана — 45 694). За межею бідності перебувало 18,0 % осіб, у тому числі 25,7 % дітей у віці до 18 років та 5,1 % осіб у віці 65 років та старших.
Цивільне працевлаштоване населення становило 175 осіб. Основні галузі зайнятості: освіта, охорона здоров'я та соціальна допомога — 26,9 %, будівництво — 18,3 %, сільське господарство, лісництво, риболовля — 10,3 %, транспорт — 9,1 %.